# Giro del Ticino
Il Giro del Ticino era una corsa in linea maschile di ciclismo su strada svoltasi dal 1949 al 1968 nel Canton Ticino, in Svizzera, e riservata ai professionisti. Successivamente, dopo uno stop di quasi vent'anni, nel 1987 la manifestazione tornò in programma come corsa a tappe ma riservata ai dilettanti.

## Albo d'oro
Aggiornato all'edizione 1998.
| Anno      | Vincitore           | Secondo              | Terzo                |
| --------- | ------------------- | -------------------- | -------------------- |
| 1949      | Charles Guyot       | Gottfried Weilenmann | Enzo Nannini         |
| 1950      | Ferdi Kübler        | Umberto Drei         | Angelo Fumagalli     |
| 1951      | Ferdi Kübler        | Ettore Milano        | Vincenzo Rossello    |
| 1952      | Ferdi Kübler        | Giancarlo Astrua     | Arrigo Padovan       |
| 1953      | Donato Zampini      | Bruno Monti          | Marcel Huber         |
| 1954      | Ferdi Kübler        | Eugen Kamber         | Nello Sforacchi      |
| 1955      | Hugo Koblet         | Arrigo Padovan       | Roberto Falaschi     |
| 1956      | Valerio Chiarlone   | Gino Guerrini        | Giuseppe Cainero     |
| 1957      | Alfredo Sabbadin    | Germano Barale       | Jan Adriaensens      |
| 1958      | Jan Adriaensens     | Aldo Moser           | Fernando Brandolini  |
| 1959      | Angelo Conterno     | Alfredo Sabbadin     | Giuliano Natucci     |
| 1960      | Guglielmo Garello   | Wilfried Thaler      | Giovanni Pettinati   |
| 1961      | Emile Daems         | Angelo Conterno      | Alfred Rüegg         |
| 1962      | Emile Daems         | Jos Hoevenaers       | Martin van der Borgh |
| 1963      | Guido De Rosso      | Italo Zilioli        | Emile Daems          |
| 1964      | Franco Cribiori     | Giovanni Bettinelli  | Roberto Poggiali     |
| 1965      | Italo Zilioli       | Giuseppe Fezzardi    | Luciano Galbo        |
| 1966      | Giuseppe Fezzardi   | Hans Junkermann      | Willy Spühler        |
| 1967      | Adriano Passuello   | Franco Bitossi       | Dino Zandegù         |
| 1968      | Alberto Della Torre | Mario Anni           | Claudio Michelotto   |
| 1969-1986 | non disputato       | non disputato        | non disputato        |
| 1987      | Claudio Vincens     | Scott Sunderland     | Thedy Rinderknecht   |
| 1988      | Ottavio Soffredini  | Pascal Ducrot        | Urs Graf             |
| 1989      | Jan Koba            | Scott Sunderland     | Laurent Dufaux       |
| 1990-1995 | non disputato       | non disputato        | non disputato        |
| 1996      | Roberto Sgambelluri | Luca Mazzanti        | Salvatore Commesso   |
| 1997      | Massimo Codol       | Oscar Cavagnis       | Fabio Balzi          |
| 1998      | Jürgen Werner       | Marcel Strauss       | Cedric Quercioli     |

## Statistiche

### Vittorie per nazione
| Pos. | Nazione   | Vittorie |
| ---- | --------- | -------- |
| 1    | Italia    | 13       |
| 2    | Svizzera  | 8        |
| 3    | Belgio    | 3        |
| 4    | Germania  | 1        |
| 4    | Rep. Ceca | 1        |